# Kraków Peninsula
Kraków Peninsula – półwysep na Wyspie Króla Jerzego między Zatoką Admiralicji a Zatoką Króla Jerzego. Półwysep jest niemal w całości pokryty lodowcem Kopuła Krakowa.
Nazwa została nadana przez polską ekspedycję antarktyczną.